# Vince Phillips
Vince Phillips est un boxeur américain né le 23 juillet 1963 à Pensacola, Floride.

## Carrière
Vainqueur des Golden Gloves en 1985 et champion des États-Unis amateur en 1985 et 1986 dans la catégorie poids légers, il passe professionnel en 1989 et devient champion du monde des super-légers IBF le 31 mai 1997 en battant à la surprise générale Kostya Tszyu. Il conserve son titre à 3 reprises puis s'incline face à son compatriote Terron Millett le 20 février 1999. Phillips met un terme à sa carrière en 2007 sur un bilan de 48 victoires, 12 défaites et 1 match nul.